# 아리스토데모스
아리스토데모스(Ἀριστόδημος)는 그리스 신화에서 아리스토마쿠스(Aristomachus)의 아들이며 크레스폰테스(Cresphontes), 테메누스(Temenus)의 형제로 묘사되어있다.
그는 헤라클레스(Heracles)의 현손이며, 그의 형제들과 함께 아버지의 뒤를이어 펠로폰네소스(Peloponnesus)의 미케네(Mycenae)에 대한 다섯 번째이자 마지막 공격을 이끌었다.